# 안동 분기점
안동 분기점(安東分岐點, Andong Junction, 안동JC)은 경상북도 안동시 일직면 평팔리에 설치된, 서산영덕고속도로와 중앙고속도로가 만나는 분기점이다. 2016년 12월 26일에 개통되었다.

## 역사
- 2010년 5월 11일 : 분기점 신설을 위해 안동시 도시계획시설 교통광장에 일직면 평팔리 일원을 안동 분기점으로 고시[1]
- 2016년 12월 23일 : 개통일을 12월 26일로 연기[2]
- 2016년 12월 26일 : 서산영덕고속도로 상주 ~ 영덕 구간 개통과 함께 통행 개시[3]

## 구조물 정보
- 위치: 경상북도 안동시 일직면 평팔리

## 접속하는 노선

### 서산・영덕방면
- 서산영덕고속도로 (28번)

### 부산・춘천방면
- 중앙고속도로 (20번)